# لیدی جین (خواننده)
لیدی جین (به انگلیسی: Lady Jane) با نام اصلی جئون جی-های (به انگلیسی: Jeon Ji-hye) (زاده ۲۵ ژوئیهٔ ۱۹۸۴) خواننده، شخصیت تلویزیونی و مجری رادیو اهل کره جنوبی است.